# ТЕС Серміде
ТЕС Серміде – теплова електростанція на півночі Італії у регіоні Ломбардія, провінція Мантуя. Модернізована з використанням технології комбінованого парогазового циклу.
У 1981 – 1985 роках на майданчику станції ввели в експлуатацію чотири однотипні конденсаційні енергоблоки з паровими турбінами потужністю по 320 МВт, розрахований на споживання мазуту.
В 2004-му станцію докорінно модернізували, створивши два парогазові блоки. Один з них має номінальну потужність у 380 МВт та включає одну газову турбіну з показником 250 МВт, яку через котел-утилізатор під’єднали до парової турбіни старого блоку №3, котру частково демобілізували зі зменшенням потужності до 130 МВт. Другий парогазовий блок номінальною потужністю 770 МВт включає дві газові турбіни з показниками по 250 МВт, які через котли-утилізатори живлять одну парову турбіну старого блоку №4, переноміновану до показника у 260 МВт. При цьому блоки 1 та 2 були виведені з експлуатації.
Після модернізації загальна паливна ефективність станції зросла з 39% до 55%, а ТЕС перейшла на споживання природного газу.
Видалення продуктів згоряння із котлів-утилізаторів відбувається через три димарі висотою по 130 метрів. 
Для охолодження використовується вода із річки По.
Зв’язок із енергомережею відбувається по ЛЕП, розрахованій на роботу із напругою 380 кВ.